# Бербенкіт
Бербенкіт (рос. бёрбэнкит; англ. burbankite; нім. Burbankit m) — мінерал, карбонат натрію, кальцію, стронцію, барію і рідкісних земель.

## Загальний опис
Хімічна формула: Na2(CaSrBaTR)4·[CO3]5.
Містить (%): Na2O — 10,17; CaO — 13,68; SrO — 19,7; BaO — 14,02; La2O3 — 2,34; Ce2O3 — 4,65; Pr2O3 — 0,37; Nd2O3 — 1,4; Sm2O3 — 0,1; Gd2O3 — 0,08; Y2O3 — 0,1; CO2 — 33,39.
Сингонія гексагональна. Утворює дрібні кристали гексагонально-дипірамідального обрису.
Густина 3,54-3,58.
Твердість 4,5-5,5.
Колір жовтий, зеленувато-жовтий.
Блиск скляний.
За складом, структурою та деякими властивостями подібний до карбоцернаїту.
Характерний мінерал пізніх стадій карбонатитового процесу. Зустрічається у карбонатитах масиву Бірпау Маунтінс (США) та масиву Вуовіярві (Мурманськ) разом з піротином, флогопітом, піритом, сфалеритом, кальциртитом, карбонатами.